# Micropardalis aurella
Micropardalis aurella là một loài bướm đêm thuộc họ Micropterigidae. Nó là loài đặc hữu của New Zealand.
Sải cánh dài 12 mm.